# Acmaeodera adenostomensis
Acmaeodera adenostomensis är en skalbaggsart som beskrevs av Knull 1941. Acmaeodera adenostomensis ingår i släktet Acmaeodera och familjen praktbaggar. Inga underarter finns listade i Catalogue of Life.